# 프럼 저스틴 투 켈리
《프럼 저스틴 투 켈리》(영어: From Justin to Kelly)는 미국에서 제작된 로버트 이스코브 감독의 2003년 뮤지컬 로맨틱 코미디 영화이다. 켈리 클라크슨, 저스틴 과리니 등이 출연하였다. 이 영화는 역대 최악의 영화 중 하나로 간주된다.

## 출연진
- 켈리 클라크슨
- 저스틴 과리니
- 캐서린 베일리스
- 애니카 노니 로즈
- 브라이언 디츤
- 그레고리 시프
- 제시카 서타

## 기타 제작진
- 공동 제작: 니키 보엘라
- 배역: 로저 머슨든
- 미술: 찰스 로즌
- 의상: 보비 리드